# 2340 حتحور
2340 حتحور ( /ˈhæθɔːr, -ər/ )، التسمية المؤقتة 1976 UA{{{2}}} ، هو كويكب حجري شاذ، يصنف على أنه جسم قريب من الأرض وكويكب خطير محتمل . وهو ينتمي إلى مجموعة آتون من الكويكبات ويبلغ قطره حوالي 210 أمتار. اكتشفه تشارلز كوال عام 1976، وتم تسميته فيما بعد على اسم الإلهة المصرية القديمة حتحور .

## الاكتشاف
اكتشف كويكب حتحور في 22 أكتوبر 1976، بواسطة عالم الفلك الأمريكي تشارلز كوال في مرصد بالومار ، كاليفورنيا، الولايات المتحدة. تم اكتشافه بشكل مستقل من قبل إليانور هيلين ، و سمي على اسم الإلهة المصرية القديمة حتحور . 

### الاكتشافات المستقلة
في 25 أكتوبر 1976 اكتشف كويكب حتحور بشكل مستقل من قبل إليانور هيلين خلال مسح بالومار للكواكب العابرة للكويكبات ، ومن قبل ويليام لورانس سيبوك ، الذي قام بتصوير نفس المجال في نفس الوقت تقريبًا باستخدام تلسكوب شميدت الذي يبلغ قطره 1.22 متر في مرصد بالومار. في نفس اليوم، اكتشف المكتشف الرسمي تشارلز كوال أن حتحور تم تصويره بالفعل قبل ثلاثة أيام بواسطة تلسكوب بالومار الذي يبلغ قطره 0.46 متر (نفس الأداة التي يستخدمها مسح بالومار للكواكب العابرة للكويكبات). وبعد عدة أيام، تم إجراء اكتشاف مستقل رابع بواسطة نيكولاي تشيرنيخ في CrAO في شبه جزيرة القرم.
من المحتمل أن الاكتشافات المتعددة كانت بسبب مسافة اقترابه الشديدة من الأرض. :20بعد اتن 2062 ، كان كويكب حتحور هو الاكتشاف الثاني لكويكبات آتون. في عام 1978 تم اكتشاف آتون الثالث، 2100 را شالوم . تم التعرف على أتن 1954 XA{{{2}}} بالفعل في بالومار في عام 1954، ولكن تم تحديد تاريخ اكتشافه لاحقًا إلى مشاهدة عام 2003 في مختبر لينكولن ETS ، وهو معروف الآن باسم (363505) 2003 UC20 :21

## المدار والتصنيف
باعتباره عضوًا في كويكبات آتون ، يدور حتحور حول الشمس على مسافة 0.5–1.2 وحدة فلكية AU مرة واحدة كل 9 أشهر (283 يومًا). مداره ذو انحرافمركزي قدره 0.45 وميل قدره 6 درجات بالنسبة لمستوى لمسار الشمس . بدأ قوس المراقبة الخاص به بعد ثلاثة أيام من اكتشافه رسميًا في بالومار، دون إجراء أي عمليات اكتشاف مسبقة أو تحديد خصائص مسبقة. يتضمن حله المداري قوة غير جاذبية (A2).

### الاقتراب
يبلغ الحد الأدنى للمسافة بين مدار حتحور والأرض 007و0 وحدة فلكية أو ما يعادل 1.030.000 كيلومتر ، وهو ما يعادل 2.7 مسافة قمرية .
عندما تم اكتشافه في عام 1976، كان كويكب حتحور أحد أقرب الكويكبات إلى الأرض عند ب0.007752 AU (1,160,000 كـم) . في 21 أكتوبر 2014، عندما مر الكويكب بالأرض على مسافة 0.048 AUوحدة فلكية ، أو 18.8 مرة مسافة القمر من الأرض تم رصده 22 مرة بواسطة شبكة Goldstone Deep Space باستخدام أأجهزة الفلك الراداري على مدى فترة 21 يومًا من 10 إلى 31 أكتوبر. سيمر مرة أخرى بالقرب من الأرض على بعد 0.00658 AU (984,000 كـم) في 21 أكتوبر 2069.

## خصائصه الفيزيائية
في تصنيف Tholen وSMASS ، يبدي كويكب حتحور نوعي طيفيين CSU و Sq، على التوالي.

### القطر والبياض
في تسعينيات القرن العشرين، قدر عالم الفلك الهولندي الأمريكي توم جيهريلز قطر حتحور بحوالي 300 متر، بافتراض أن معامل البياض هو 0.15. ولكن أثناء اقترابه من الأرض في أكتوبر 2014 نشر فريق من علماء الفلك تقديرًا منقحًا لقطره يبلغ 210±30 مترًا (عدم الـتاكد 30 متر) . يتبنى رابط منحنى ضوء الكويكب التعاوني هذا القطر ويستنتج بياضًا قدره 0.3331 مع قدر مطلق يبلغ 20.2.

### فترة دورانه حول نفسه
في نوفمبر 2014، حصل عالم الفلك الأمريكي برايان وارنر على منحنى الضوء الدوراني لـحتحور من الملاحظات الضوئية التي تم التقاطها من محطة بالمر ديفايد في كولورادو (انظر أيضًا § External links ) . أعطى تحليل منحنى الضوء فترة دوران محددة جيدًا تبلغ 3.350 ساعة مع اختلاف في قدر الظاهري يبلغ 0.11 قدرًا .

## التسمية
وفقًا للعرف الذي يقضي بتسمية جميع أعضاء مجموعة آتون على اسم الآلهة المصرية القديمة ، تم تسمية هذا الكوكب الصغير على اسم حتحور ، إلهة السماء وابنة رع ، التي جسدت مبادئ الفرح والحب الأنثوي والأمومة. في بعض الأحيان كان الإغريق القدماء يربطون حتحور بالإلهة أفروديت . تم اقتراح التسمية من قبل إليانور هيلين التي شاركت أيضًا في التسمية في عام 1981. الكوكب الصغير 161 أثور سمي أيضًا باسم حتحور. تم نشر الاستشهاد الرسمي للتسمية بواسطة مركز الكواكب الصغيرة في 1 يونيو 1981 .

## اقرأ أيضا
- 3554 أمون كويكب
- 4341 بوسيدون كويكب
- 5143 هرقل  كويكب
- 5381 سخمت كويكب
- 3362 خوفو كويكب
- 5011 بتاح كويكب
- نيسوس 7066 كويكب

## روابط خارجية
- رسم منحنى الضوء (i) لـ (2340) هاثور ، 21-22 أكتوبر 2014، برايان وارنر، CS3
- مؤامرة Lightcurve (2) لـ (2340) حتحور ، من 30 أكتوبر إلى 3 نوفمبر 2014، بريان وارنر، CS3
- جدول جولدستون للكويكبات
- قاعدة بيانات منحنى ضوء الكويكبات (LCDB) ، نموذج الاستعلام ( المعلومات نسخة محفوظة 16 December 2017 على موقع واي باك مشين. )
- قاموس أسماء الكواكب الصغيرة ، كتب جوجل
- منحنيات دوران الكويكبات والمذنبات، CdR – مرصد جنيف، راؤول بهريند
- قالب:NeoDys
- قالب:ESA-SSA
- 2340 حتحور في قاعدة بيانات مختبر الدفع النفاث لأجرام النظام الشمسي الصغيرة

- الاكتشاف · مخطط المدار ·  العناصر المدارية · المعلمات المادية

1. ↑  Lance A. M. Benner (25 أكتوبر 2014). "Goldstone Radar Observations Planning: 2340 Hathor, 2014 SM143, 2014 RQ17, 2014 TV, and 2014 SC324". NASA/JPL Asteroid Radar Research. مؤرشف من الأصل في 2025-07-03. اطلع عليه بتاريخ 2017-01-06.
2. ↑  Helin, Eleanor F. (سبتمبر 1984). "Earth-Crossing Asteroids: An Update". The Minor Planet Bulletin. ج. 11: 19–21. Bibcode:1984MPBu...11...19H.
3. ↑  "JPL Small-Body Database Browser: 2340 Hathor (1976 UA)" (2021-12-05 last obs.). مختبر الدفع النفاث. مؤرشف من الأصل في 2020-09-20. اطلع عليه بتاريخ 2017-07-03.
4. ↑  Schmadel، Lutz D. (2007). "(2340) Hathor". Dictionary of Minor Planet Names – (2340) Hathor. Springer Berlin Heidelberg. ص. 191. DOI:10.1007/978-3-540-29925-7_2341. ISBN:978-3-540-00238-3.
5. ↑  "2340 Hathor (1976 UA)". Minor Planet Center. مؤرشف من الأصل في 2017-01-07. اطلع عليه بتاريخ 2017-01-06.
6. ↑  "MPC/MPO/MPS Archive". Minor Planet Center. مؤرشف من الأصل في 2025-07-03. اطلع عليه بتاريخ 2017-01-06.
7. ↑  "LCDB Data for (2340) Hathor". Asteroid Lightcurve Database (LCDB). مؤرشف من الأصل في 2020-09-13. اطلع عليه بتاريخ 2017-01-06.
8. ↑  Giorgini، J. D.؛ Howell، E. S.؛ Taylor، P. A.؛ Richardson، J. E.؛ Ford، L. A.؛ Zambrano-Marin، L. F.؛ وآخرون (أكتوبر 2014). "(2340) Hathor". IAU Circ. ع. 9272: 1. Bibcode:2014IAUC.9272....1G.
9. ↑  Warner, Brian D. (أبريل 2015). "Near-Earth Asteroid Lightcurve Analysis at CS3-Palmer Divide Station: 2014 October-December". The Minor Planet Bulletin. ج. 42 ع. 2: 115–127. Bibcode:2015MPBu...42..115W. ISSN:1052-8091. PMC:7244186. PMID:32455352.